# فاطمة مروان
فاطمة مروان (1952, بنسليمان ) طبيبة مغربية تنتمي لحزب التجمع الوطني للأحرار. شغلت منصب وزيرة الصناعة التقليدية والاقتصاد الاجتماعي والتضامني في حكومة بنكيران.

## حياتها
درست مروان الطب بفرنسا وهي اختصاصية في أمراض الغدد والسكري والتغذية. شغلت منصب أستاذة بكلية الطب بالدار البيضاء وطبيبة اختصاصية في أمراض الغدد والسكري والتغذية بالمركز الاستشفائي الجامعي ابن رشد ورئيسة للجمعية المغربية لامراض الغدد والسكري والتغذية. مروان عضو المجلس الوطني للتجمع الوطني للأحرار ومجلس جهة الدار البيضاء الكبرى‘‘‘.